# Абылгазиев, Бактыгалий
Бактыгали́й Абылгази́ев (род. 1930 год, село Кожехарово) — старший скотник нагульно-откормочного гурта племзавода «Чапаевский» Чапаевского района Уральской области, Казахская ССР. Герой Социалистического Труда (1971).
Родился в 1930 году в крестьянской семье в селе Кожехарово (сегодня — Жанабулак). Трудился скотником, старшим скотником в племзаводе «Чапаевский» Чапаевского района.
В 1970 году досрочно выполнил задания Восьмой пятилетки (1966—1970) и свои личные социалистические обязательства. Указом Президиума Верховного Совета СССР «О присвоении звания Героя социалистического Труда передовикам сельского хозяйства Казахской ССР» от 8 апреля 1971 года за выдающиеся успехи, достигнутые в развитии сельскохозяйственного производства и выполнении пятилетнего плана продажи государству продуктов земледелия и животноводства удостоен звания Героя Социалистического Труда с вручением ордена Ленина и золотой медали «Серп и Молот».